# 여륭
여륭(呂隆, ? ~ 416년, 재위：401년 ~ 403년)은 중국 오호 십육국 시대 후량(後凉)의 4대 천왕이자 마지막 군주이다. 시호는 없다.

## 생애
여륭은 여광(呂光)의 동생 여보(呂寶) 아들이다. 401년, 여륭의 동생인 여초(呂超)가 군주 여찬(呂纂)을 살해하였는데 여륭은 이를 도왔으며 여초에 의해 추대되어 천왕(天王)으로 즉위하였다. 여륭은 실권을 가지지 못했으며 국정은 동생 안정공(安定公) 여초가 전담하였다.
여륭이 즉위하였을 무렵 후량은 남량, 북량에게 번갈아 공격을 당하였고, 여륭이 권위를 세우기 위해 형벌을 엄하게 하고 신하들을 많이 처형하였기 때문에 민심이 이반하였다.
후량의 국력이 약화되자 후진(後秦)이 침공해와 수도 고장(姑臧)이 포위되었으며, 여륭은 오랜 농성 끝에 9월, 후진에 항복하여 건강공(建康公)에 책봉되었다. 후진군이 물러가자 여륭과 여초는 후진의 수재(守宰)를 공격하는 등 독자적인 활동을 하였다.
그러나 남량, 북량이 다시 공격해와 후진의 국력은 더욱 쇠퇴하였다. 남량, 북량의 침략에 시달리던 여륭은 견디다 못해 403년에 후진에 나라를 완전히 넘기고 항복하였다. 이로써 후량은 멸망하였다.
여륭은 장안으로 끌려와 산기상서에 임명되었으나 416년에 일어난 요필(姚弼)의 반란에 연루되어 살해되었다.

## 참고 문헌
- 《자치통감(資治通鑑)》
- 《진서(晉書)》

| 전임 여찬(呂纂) | 제4대 후량 황제 401년 ~ 403년 | 후임 - |